# Streghetta mia
Streghetta mia è un romanzo umoristico per ragazzi del 1988 di Bianca Pitzorno.
Vi s'incrociano la storia della famiglia Zep -nella quale è appena nata una settima figlia dalle caratteristiche decisamente fuori dal comune- e quella di Asdrubale Tirinnanzi -giovane estremamente spiacevole e carente in igiene personale- che ha a disposizione un solo anno di tempo per trovare e sposare una strega, pena la perdita del cospicuo patrimonio del prozio.
Pubblicato per la prima volta in Italia da E Elle (EL) edizioni nel 1988 con le illustrazioni di Lauretta Feletig, nelle numerose ristampe ed edizioni a cura della EL (ma con marchi diversi dopo che la casa editrice ha assimilato Einaudi Ragazzi e Emme Edizioni) si è arricchito di nuove illustrazioni a colori e una nuova copertina di Emanuela Bussolati. Nel 1989 ha vinto il Premio alla Fantasia Gianni Rodari
È stato tradotto in varie lingue tra cui spagnolo, portoghese, tedesco e cinese e inglese.
Nel 2013 è uscito l'audiolibro di Streghetta Mia letto dall'autrice stessa, prodotto e distribuito da Emos audiolibri.

## Trama
Emilia è l'ultimogenita dei coniugi Zep, che hanno avuto già sei figlie, tutte femmine, la più grande delle quali ha tredici anni. I genitori (madre attrice e padre impresario) partono per una tournée teatrale in Svezia, affidando la neonata al nonno e alla governante Diomira.
La piccola Emilia, crescendo, oltre ad avere (unica in famiglia) una fiammante chioma rossa, inizia a mostrare delle caratteristiche decisamente fuori dal comune: galleggia nell'acqua del bagnetto, gli specchi non riflettono la sua immagine, si solleva in volo a cavallo di una scopa. Conquista inoltre l'affetto e la devozione degli animali di casa: il gatto nero Mefisto (che non è affezionato alle padrone) e il pappagallo Zitto (che a dispetto del nome non parla mai con nessuno) che non solo ricomincia a parlare, ma a inizia a chiamarla "Padrona".
Per quanto stupita, la famiglia Zep (che l'autrice definisce "gente scettica e fiduciosa nella scienza, che alle streghe non ci crede e non vuole ammetterne l'esistenza neppure quando tutti i 'segni' sono lì, evidentissimi, sciorinati sotto i loro occhi") non s'insospettisce più di tanto..
Nel frattempo Asdrubale Tirinnanzi "così avido e sciocco da voler credere all'incredibile pur di impadronirsi dell'eredità" dello zio Sempronio, per ottenere il danaro dello zio è obbligato a sposare una strega entro un anno e un mese dall'apertura d testamento di Sempronio: quindi anche se inizialmente scettico passa ore in biblioteca, diventando un esperto nel riconoscere le streghe.
Proprio nella biblioteca, dove lavora il nipote di Diomira, Zaccaria, e dove si rifugiano in cerca di tranquillità per studiare Eleonora e Renata Zep, che le storie di Asdrubale e degli Zep s'intrecciano. 
Scorre un anno dalla nascita di Emilia, per cui i termini del testamento dello zio stanno scadendo, Asdrubale realizza però di avere finalmente a portata di mano una strega da sposare, grazie alla lettura di un tema della giovane Eleonora e di un cruciverba con i nomi delle bambine caduto a Zaccaria. Non vi sono però specificati né il nome, né l'età della sorella Zep con caratteristiche da strega e Asdrubale non sa che dovrà essere per forza di cose la settima (e perciò, in questo caso, una bambina di un anno).
Asdrubale quindi si apposta in casa Zep, e rimane colpito dalla primogenita Sibilla, i cui capelli biondi sono recentemente diventati rossi a causa di un esperimento chimico della sorella Tabitha: convinto che sia la tanto agognata strega sia lei, e peraltro innamoratosene, dopo un ridicolo e infruttuoso corteggiamento Asdrubale la rapisce e la rinchiude nei sotterranei della biblioteca. Qui si rende presto conto dell'errore un po' perché la tintura di Sibilla svanisce, un po' perché la piccola Emilia -rapita per sbaglio insieme alla sorella maggiore- inizia a librarsi in volo a cavallo di una scopa. Adrubale non desiste dai propositi matrimoniali nonostante la giovanissima età di Emilia, dovrà però arrendersi alla carica del gatto Mefisto e all'arrivo di Zaccaria e del custode chiamati dal pappagallo Zitto in soccorso della sua "Padrona". 
La storia si conclude con Asdrubale in galera per rapimento e l'eredità divisa tra la strega che l'ha rifiutato (cioè Emilia) e un lontano parente della moglie del prozio Sempronio (che si scoprirà essere Zaccaria, futuro marito di Sibilla).

## Genesi dell'opera e storia della pubblicazione

### Interesse per le streghe

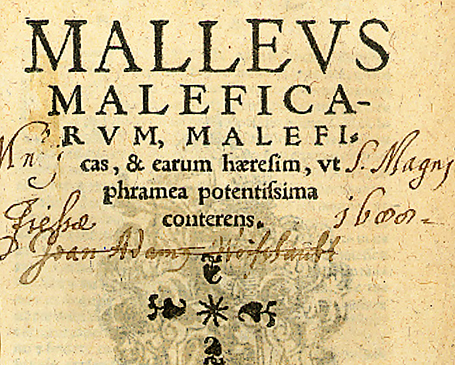
Malleus Maleficarum, copertina

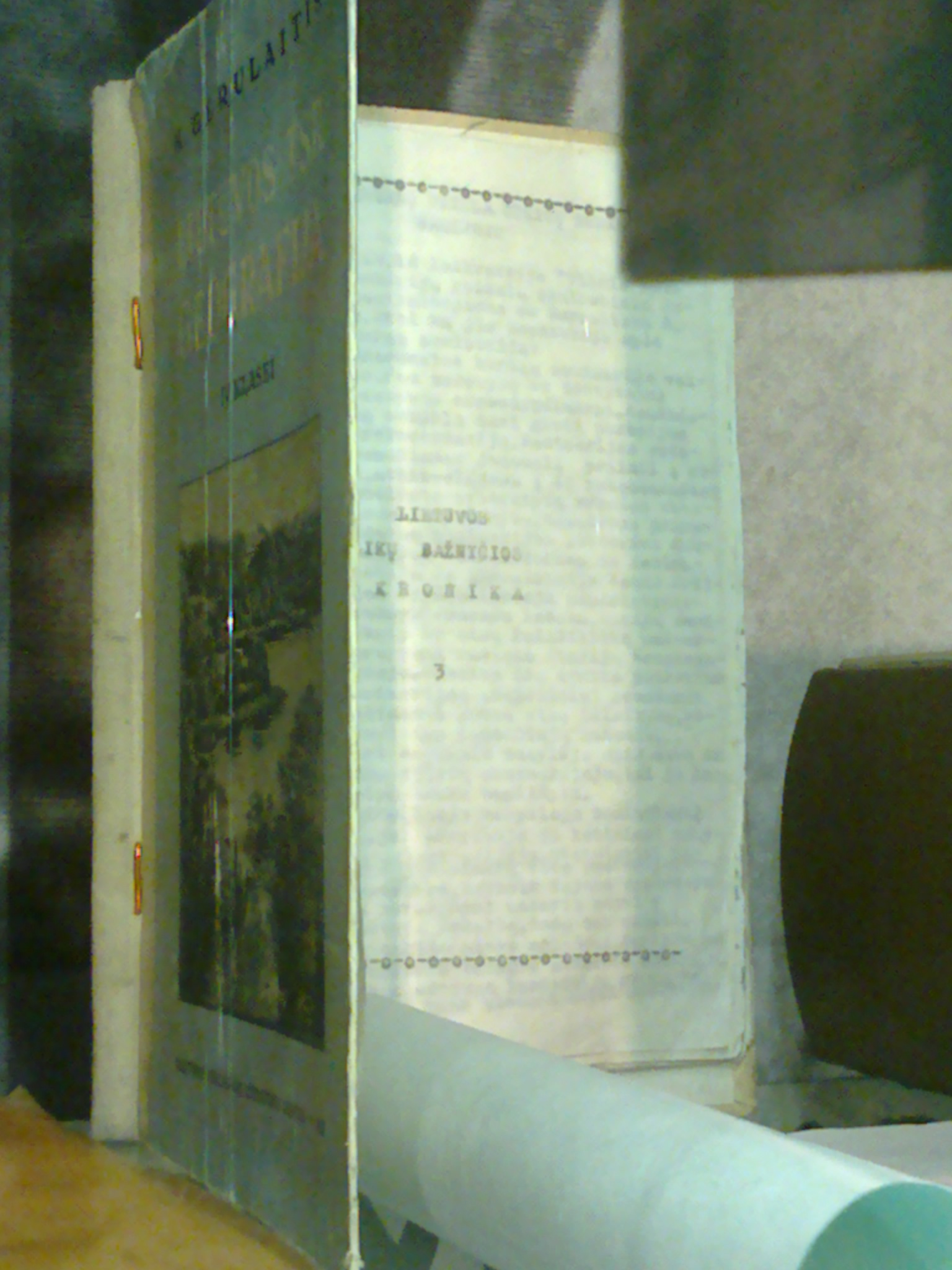
Vero Samizdat sovietico. Foto di Kaihsu Tai.

Bianca Pitzorno s'imbatte nelle cronache delle persecuzioni delle streghe nei primi anni Ottanta, durante le ricerche bibliografiche sul Medioevo per la biografia di Eleonora d'Arborea. L'argomento la colpisce perché fa risuonare due sue corde sensibili: la prima è il senso di avversione per l'ingiustizia; la seconda è la sua partecipazione alle lotte del movimento femminista, che proprio in quegli anni s'identifica nella figura della strega, simbolo della donna perseguitata, ma anche dotata di poteri straordinari e perciò temuta. Con l'intenzione di fare una critica alla società che addita il diverso, Bianca Pitzorno inizia a scrivere un romanzo sulle streghe di ambientazione medievale . L'epoca scelta impone però uno sviluppo della trama in chiave a suo giudizio troppo drammatica e l'autrice decide quindi di stravolgere l'idea originale ambientando la storia ai giorni nostri e giocando la carta dell'ironia. Le caratteristiche da cui si dovrebbe riconoscere una strega, descritte con assurde pretese di 'scientificità' in trattati come il Malleus maleficarum (Il Martello delle streghe), diventano perciò lo spunto per descrivere situazioni comiche.

### Il samizdat
Il racconto viene ambientato principalmente in biblioteca, in parte perché è il luogo in cui l'autrice ha maturato l'interesse per le streghe, in parte perché le è stata commissionata da un editore una storia per una collana dedicata alle avventure in biblioteca. Rifiutato dall'editore perché troppo lungo, Streghetta mia viene diffuso tra gli amici dell'autrice in versione autoprodotta: dattiloscritto e illustrato, riprodotto e rilegato della Pitzorno col marchio 'Aventino Press'. L'autrice è infatti in rotta col mondo editoriale, dopo alcune brutte esperienze sia come autrice che come dipendente. Questa versione casalinga di Streghetta mia viene chiamata dai suoi fruitori samizdat dal termine usato per indicare le pubblicazioni private e clandestine nell'Urss. Circola in una settantina di copie per un paio d'anni con il titolo "Streghetta mia, ovvero L'eredità del prozio Sulpicio", venendo addirittura recensita da amici giornalisti come se si trattasse di una vera pubblicazione editoriale. Come era già successo per l'edizione casalinga de L'incredibile storia di Lavinia, il libretto capita infine tra le mani dalla direttrice editoriale di E. Elle che ottiene di farlo pubblicare con solo alcune modifiche tra le quali: l'eliminazione di un secondo finale che concedeva ad Asdrubale una scappatoia dal suo destino di galeotto e il cambiamento del nome del prozio che si poteva prestare a doppi sensi in alcune zone del nord Italia

## Edizioni
- Bianca Pitzorno, Streghetta mia, regista: Flavia Gentili, Emos Audiolibri, 2013, ISBN 9788898425020.
- Bianca Pitzorno, Streghetta mia, illustrazioni di Emanuela Bussolati, Einaudi Ragazzi, 2011, ISBN 887926897X.
- Bianca Pitzorno, Streghetta mia, illustaazioni di Emanuela Bussolati, Einaudi Ragazzi, 2008, ISBN 8879266683.
- Bianca Pitzorno, Streghetta mia, illustrazioni di Emanuela Bussolati, Einaudi Ragazzi, 2003, ISBN 8828607181.
- Bianca Pitzorno, Streghetta mia, illustrazioni di Emanuela Bussolati, Einaudi Ragazzi, 1997, ISBN 8879262521.
- Bianca Pitzorno, Streghetta mia, illustrazioni di Lauretta Feletig, Einaudi ragazzi, 1995, ISBN 8879261967.
- Bianca Pitzorno, Streghetta mia, illustrazioni di Lauretta Feletig, Trieste, E Elle, 1988, ISBN 8870681548.